# Order Sabaudzki Wojskowy
Order Sabaudzki Wojskowy lub Order Wojskowy Sabaudii (it. Ordine militare di Savoia); obecna nazwa: Order Wojskowy Włoch (it. Ordine militare d'Italia) – najwyższe odznaczenie wojskowe Królestwa Sardynii, a później Królestwa Włoch, nadawane w latach 1815–1946.

## Historia
Order został ustanowiony w Genui 14 sierpnia 1815, pod koniec wojen napoleońskich, przez króla Sardynii Wiktora Emanuela I jako odznaczenie za zasługi wojskowe i miał zastąpić dwa ordery Napoleona, Korony Żelaznej i Legii Honorowej, poprzednio nadawane poddanym włoskim za te zasługi. Początkowo posiadał cztery klasy:
- Kawaler Wielkiego Krzyża (Cavaliere di gran croce),
- Komandor (Commendatore),
- Kawaler (Cavaliere),
- Żołnierz (Milite).

W roku 1855 król Wiktor Emanuel II nadał orderowi nowe statuty, wprowadzając nową II klasę Wielkiego Oficera (Grande Ufficiale) oraz IV, Oficera (Ufficiale). Posiadacze najniższej, V klasy byli odtąd zwani Kawalerami (Cavaliere). W takiej formie order był nadawany także w okresie Królestwa Włoch, istniejącego do 1946. Utworzona w tym roku Republika Włoska zezwoliła posiadaczom na noszenie odznaczenia, a 9 stycznia 1956 wznowiła go jako order Republiki, zachowując jego strukturę z czasów monarchii lecz zmieniając nazwę na Order Wojskowy Włoch.

## Insygnia
Insygnia orderu królewskiego to oznaka i gwiazdy I i II klasy. Oznaką był krzyż pizański, emaliowany obustronnie na biało. W emaliowanym na czerwono medalionie awersu znajdowały się dwa skrzyżowane złote miecze, data „1855” i monogram założyciela „V.E.”, a w również czerwonym medalionie rewersu biały krzyż dynastii sabaudzkiej. Między ramionami krzyża znajdował się zielony wieniec laurowo-dębowy. Zawieszką oznaki w I-III klasie była złota korona królewska, w IV klasie trofeum w kształcie zbroi rycerskiej, V. klasa ozdobnej zawieszki nie posiadała. Gwiazdy I (większa) i II klasy (mniejsza) były srebrne, ośmiopromienne, cyzelowane na kształt brylantów, i nosiły na sobie awers oznaki. Order był noszony na niebieskiej wstążce z szerokim czerwonym paskiem pośrodku.
| Sposoby noszenia orderu |        |          |               |              |
| Baretki orderu          |        |          |               |              |
| Kawaler                 | Oficer | Komandor | Wielki Oficer | Krzyż Wielki |

## Odznaczeni

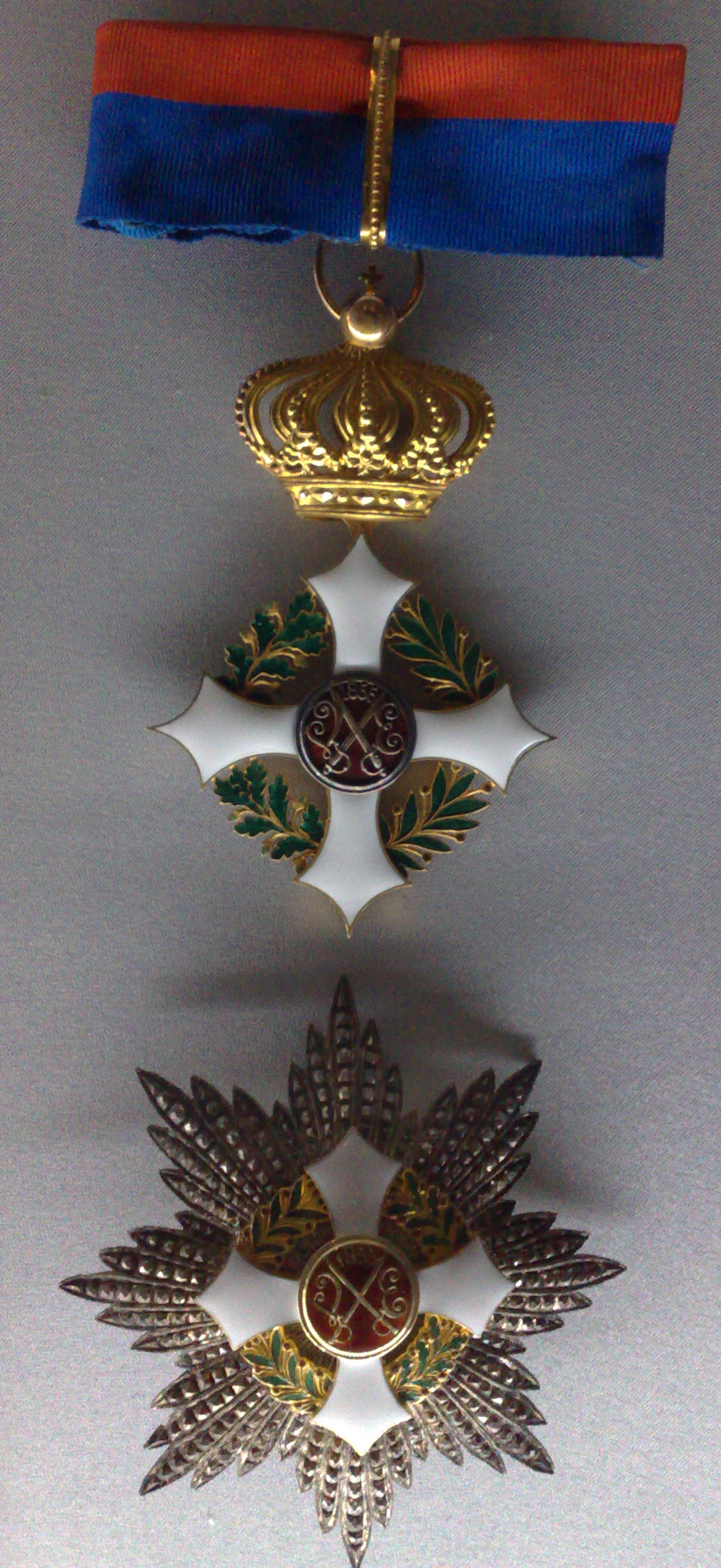
Insygnia II klasy

- Pietro Badoglio
- Ettore Bastico
- Emilio De Bono
- Luigi Cadorna
- Armando Diaz
- Alfonso Ferrero La Marmora
- Benito Mussolini
- Józef Piłsudski
- Wiktor Emanuel III